# Sóller
Sóller è un comune spagnolo di 13 942 abitanti situato nella comunità autonoma delle Isole Baleari, sull'isola di Maiorca.

## Storia
A causa della sua posizione orografica, Sóller ha sempre sofferto di una situazione di isolamento rispetto al resto delle città dell'isola Maiorca e, soprattutto, a Palma. Il passaggio dal XIX al XX secolo fu fondamentale per lo sviluppo industriale della valle. Un passo importante fu quello che ebbe luogo nel 1912, con l'inaugurazione della linea ferroviaria Palma-Sóller. Un anno dopo, nel 1913, fu aperta la linea del tram, che garantiva il collegamento con il porto di Sóller. Tuttavia, il collegamento venne completato fino al 1997, quando fu inaugurato un tunnel, che ha favorito una crescita demografica significativa.

## Monumenti e luoghi d'interesse
- Chiesa di San Bartolomeo
- Banco de Sóller
- Can Pruneta, casa museo modernista